# Yellowstone Caldera
Yellowstone Caldera er en vulkanisk caldera i Yellowstone National Park i Wyoming, USA. Yellowstone Caldera er overfladen efter de tre sidste store udbrud af Yellowstone supervulkanen for mellem 2 100 000 og 640 000 år siden. Supervulkanen er forbundet med et hotspot af varm magma i en dybde af 60 til 90 km, hvorover den nordamerikanske kontinentalplade bevæger sig mod vest med en hastighed af 2,35 cm om året.
Lige under overfladen ligger et 90 km aflangt, varmt magmakammer i en dybde af 5 til 17 km. Det er dette magmakammer, der giver anledning til varme kilder og gejseren Old Faithful. Mellem dette magmakammer og den dybtliggende magma, der udgør hot spottet, har man fundet endnu et magmakammer af varm, halvvejs smeltet klippe mellem 20 og 45 km under overfladen som er 4,4 gange større end det øverste magmakammer.

## Supervulkanudbrud
Over de sidste 16,5 millioner år har Yellowstone-supervulkanen været i udbrud fra Oregon til Wyoming - fra Oregon til Wyoming på grund af kontinentaldriften.
- For 640 000 år siden
- For 2 100 000 år siden
- For 8 700 000 år siden [3]

## Eksterne links
1. ↑  "Using Seismic Waves to Image the Yellowstone Magma Storage Region. USGS". Arkiveret fra originalen 10. august 2014. Hentet 9. august 2014.
2. ↑  There’s WAY more magma below Yellowstone than previously thought. Science Alert
3. ↑  Biggest Ever Yellowstone Eruption Revealed. Scientific American 2020

- The Snake River Plain and the Yellowstone Hot Spot Arkiveret 29. juni 2010 hos  Wayback Machine
- Yellowstone Volcano Observatory
- Dokumentar om Supervulkaner. BBC
- Interactive: When Yellowstone Explodes. National Geographic Arkiveret 5. juli 2011 hos  Wayback Machine

44°24′N 110°42′V / 44.4°N 110.7°V